# Lispe pumila
Lispe pumila este o specie de muște din genul Lispe, familia Muscidae. A fost descrisă pentru prima dată de Christian Rudolph Wilhelm Wiedemann în anul 1824. Conform Catalogue of Life specia Lispe pumila nu are subspecii cunoscute.